# Xiaomi Mi 9T
Xiaomi Mi 9T và Xiaomi Mi 9T Pro (hay được gọi là Redmi K20 và Redmi K20 Pro tại thị trườngTrung Quốc) là bộ đôi điện thoại thông minh chạy hệ điều hành Android, được sản xuất và phát hành bởi Redmi, một thương hiệu con của Xiaomi. Máy được công bố trong một sự kiện của Redmi và được phát hành lần đầu tiên vào tháng 5 năm 2019. Bộ đôi có thiết kế và kích thước y hệt nhau, chỉ khác K20 (Mi9T) sử dụng vi xử lý Qualcomm Snapdragon 730, K20 Pro (Mi9T Pro) sử dụng Snapdragon 855. Phiên bản Trung Quốc có 3 phiên bản gồm Redmi K20, Redmi K20 Pro và phiên bản thứ ba không được phát hành quốc tế là Redmi K20 Pro Premium, ra mắt tháng 9 năm 2019 với nâng cấp bộ xử lý với con chip Qualcomm Snapdragon 855+.
Dòng K của Redmi được cho rằng là dòng máy thay thế Xiaomi Pocophone F1 ra mắt năm 2018.
Mẫu máy kế nhiệm hiện nay là Redmi K30 (hay Poco X2 tại thị trường Ấn Độ), Redmi K30 5G, Redmi K30 Pro và Redmi K30 Pro.

## Thông số kỹ thuật

### Thiết kế
Xiaomi Mi 9T và Xiaomi Mi 9T Pro (hay được gọi là Redmi K20 và Redmi K20 Pro) sở hữu thiết kế màn hình tràn viền với camera selfie dạng pop up. Có 4 màu: Glacier Blue, Flame Red, Carbon Black và Pearl White. Hai máy đều có khung làm bằng kim loại và mặt lưng bằng kính.

### Màn hình
Xiaomi Mi 9T sở hữu màn hình AMOLED với kích thước 6.39'' độ phân giải 1080 x 2340 (FHD+).
Xiaomi Mi 9T Pro sở hữu màn hình 6.39 inches và độ phân giải 1080 x 2340 (FHD+), tấm nền Super AMOLED.

### Bộ vi xử lý
Xiaomi Mi 9T Pro sở hữu con chip cao cấp Qualcomm Snapdragon 855 với nhân đồ họa Adreno 640.
Xiaomi Mi 9T sở hữu con chip tầm trung Qualcomm Snapdragon 730 với nhân đồ họa Adreno 618.
Phiên bản thứ ba không được phát hành quốc tế Redmi K20 Pro Premium, ra mắt tháng 9 năm 2019 với bộ xử lý Qualcomm Snapdragon 855+.
Qualcomm Snapdragon 855 gồm 1 lõi tác vụ nặng 2.84 GHz, 3 lõi tác vụ trung 2.42 GHz và 4 lõi tác vụ nhẹ 1.78 GHz. Qualcomm Snapdragon 730 gồm 2 lõi tác vụ nặng 2.2 GHz và 6 lõi tác vụ nhẹ 1.8 GHz.

### Bộ nhớ
Các tùy chọn bộ nhớ RAM bao gồm 6GB và 8GB, bộ nhớ trong ROM 128GB và 256GB và cả hai máy đều không hỗ trợ thẻ nhớ ngoài.

### Camera
Bộ đôi đều sở hữu 3 camera sau và 1 camera trước dạng pop up được ẩn trong điện thoại và được trượt lên bằng cách bật chế độ camera trước trong ứng dụng Máy ảnh. Cho trải nghiệm màn hình tràn viền. Tuy nhiên điều này làm cho bộ đôi không có khả năng kháng nước kháng bụi.

### Phần mềm
Bộ đôi xuất xưởng với MIUI 10 Android 9, hiện đã được nâng cấp lên MIUI 11 trên nền Android 9. 
| Thiết bị                          | Số hiệu thiết bị | Ngày phát hành | Loại màn hình | Kích thước màn hình | Độ phân giải   | Hỗ trợ 4G LTE | Hệ thống trên vi mạch                                   | GPU (tích hợp với Hệ thống trên vi mạch) | RAM            | Bộ nhớ trong  | Camera chính                     | Camera trước | Pin      | Hệ điều hành      | Hệ điều hành      |
| Thiết bị                          | Số hiệu thiết bị | Ngày phát hành | Loại màn hình | Kích thước màn hình | Độ phân giải   | Hỗ trợ 4G LTE | Hệ thống trên vi mạch                                   | GPU (tích hợp với Hệ thống trên vi mạch) | RAM            | Bộ nhớ trong  | Camera chính                     | Camera trước | Pin      | Ban đầu           | Hiện tại          |
| --------------------------------- | ---------------- | -------------- | ------------- | ------------------- | -------------- | ------------- | ------------------------------------------------------- | ---------------------------------------- | -------------- | ------------- | -------------------------------- | ------------ | -------- | ----------------- | ----------------- |
| Redmi K20 (Mi 9T Quốc tế)         |                  | 2019.6         | Super AMOLED  | 6.39"               | FHD+ 2340x1080 | Có            | Qualcomm Snapdragon 730 8x 2.2 GHz Kryo 470 Gold/Silver | Qualcomm Adreno 618 @ 825 MHz            | 6/8 GB LPDDR4X | 64/128/256 GB | 48 MP Sony IMX582 + 13 MP + 8 MP | 20 MP        | 4000 mAh | MIUI 10 Android 9 | MIUI 11 Android 9 |
| Redmi K20 Pro (Mi 9T Pro quốc tế) |                  | 2019.6         | Super AMOLED  | 6.39"               | FHD+ 2340x1080 | Có            | Qualcomm Snapdragon 855 8x 2.84 GHz Kryo 485            | Qualcomm Adreno 640 @ 585 MHz            | 6/8 GB LPDDR4X | 64/128/256 GB | 48 MP Sony IMX586 + 13 MP + 8 MP | 20 MP        | 4000 mAh | MIUI 10 Android 9 | MIUI 11 Android 9 |
| Redmi K20 Pro Premium Edition     |                  | 2019.9         | Super AMOLED  | 6.39"               | FHD+ 2340x1080 | Có            | Qualcomm Snapdragon 855+                                | Qualcomm Adreno 640                      | 8/12 GB        | 128/512 GB    | 48 MP Sony IMX586 + 13 MP + 8 MP | 20 MP        | 4000 mAh | MIUI 10 Android 9 | MIUI 11 Android 9 |